# ロールモップス
ロールモップスは、酢漬けニシンの切り身でキュウリのピクルスやタマネギの薄切りを円筒状に巻いたもの。

## 提供形態

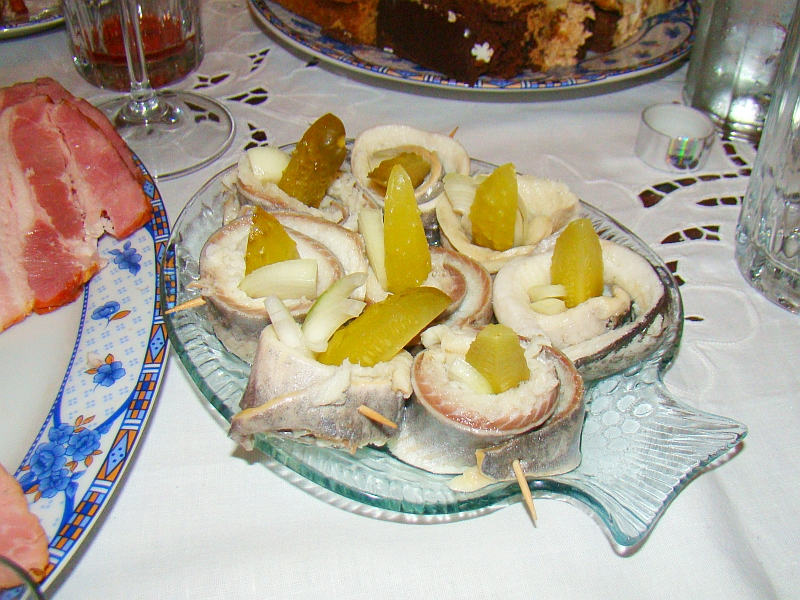
クリスマスイブの食卓で出されたロールモップス。ニシンはポーランドのビジリア文化では重要。

通常、中身としてスライスしたキュウリのピクルス（ガーキン）、またはピメント入りグリーンオリーブの漬け物を巻いて、しばしば木製のカクテル・ピンで串刺しにされて提供される。
普通、すぐに食べられるよう瓶詰や容器入りで売られている。漬け込むマリネ液は、水、醸造酢、塩に、砂糖や他の甘味料、タマネギの薄切り、胡椒の実、辛子の種子も加えて調製される。冷えた状態で、巻いたままで、またパンに乗せてトーストして食べても良い。瓶を開けた後、冷所または冷蔵で通常2〜3週間保存が出来る。

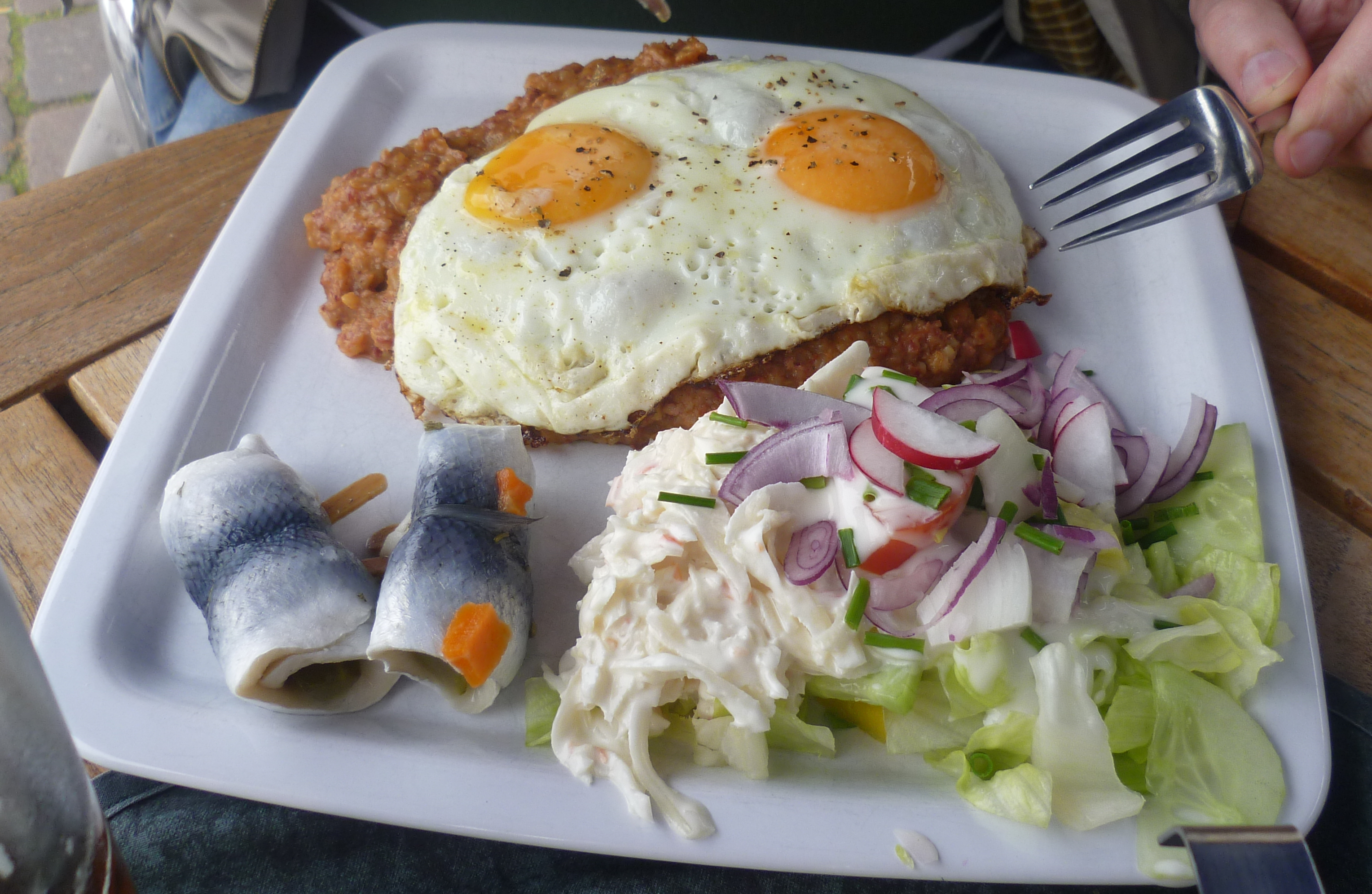
ラプスカウス、ロールモップスと目玉焼き添え

ドイツ北部の肉料理ラプスカウス（Labskaus）と一緒に提供されることがある。

## 語源
ロールモップスと言う名前はドイツ語に由来し、rollen（巻く）と Mops（パグ犬）から派生したもの。ドイツ語の Rollmops（ロルモプス）は単数形で、複数形は Rollmöpse、オランダ語では、綴りは rolmops、複数形は rolmopsen。
英語では、単数形式としての"rollmop"を導き出して、その複数形として扱われることが良くある。"rollmop herrings" 式での複数表現も確認される。

## 来歴
中世以降、北欧では酢漬けニシンは定番の食品となっていて、四旬節のような肉のない時期には特に必要になる魚で、保存と輸送手段の一つとして樽に詰められ貯蔵し輸送された。
ロールモップスは、19世紀初頭のビーダーマイヤー時代にドイツ全体で人気が高まり、同じニシンの酢漬け料理でありベルリン独特の名産品である Bismarckhering と同じように広く知られていた。
北海とバルト海から内陸までニシンの輸送を可能とした長距離鉄道網の発達がその人気の重要な要素であり、ニシンは保存用に漬けられ、木製の樽で運ばれた。
往時アルト＝ベルリン（旧市域）のパブではバーカウンターには、このロールモップスは勿論の事、シュマルツブロート（独: Schmalzbrot、ラードを塗ったパン）、塩漬け卵、肉団子、メットヴルストなどのすぐ食べられる料理を提供するための Hungerturm（「空腹の塔」の意）と呼ばれる背の高いガラスのタワーケースを設置するのが一般的であった。今日では、体内の電解質を回復するものと信じられているドイツ式朝食 Katerfrühstück（「二日酔い朝食」の意）の中の一品として広く提供されている。
英語圏で登場したのは２０世紀に入ってからで、その最初の記録の一つとして、アーネスト・ヘミングウェイの『春の奔流』"The Torrents of Spring"（1926）には、"Lunched on rollmops, ..."とあり、二日酔いを癒すとされている。

## 流通
ロールモップスはヨーロッパや南アメリカだけでなく、米国やカナダの各地でも食べられており、チェコとスロバキアでは非常によく知られ、＠マーク（"Zavináč"、Zavináč (jídlo)）と名前を与えられている。